# Friedrich Albers
Friedrich (Fritz) Wilhelm Albers (* 2. November 1881 in Osternburg; † 6. Mai 1936 in Oldenburg) war ein liberaler deutscher Politiker (FVP, DDP, DStP). Er war von 1918 bis 1931 Abgeordneter des Oldenburgischen Landtages.

## Leben
Der Sohn des Reichsbahnwärters Wilhelm Heinrich Albers und der Johanne Katharina Margarethe, geborene Köhne, schlug nach dem Schulbesuch ebenfalls eine berufliche Laufbahn bei der Reichsbahn ein, zunächst als Revisor und später als Reichsbahnoberinspektor in Nadorst. Neben seiner beruflichen Tätigkeit war er Vorsitzender des Beamtenbundes im Freistaat Oldenburg und Herausgeber der Verbandszeitschrift Der Beamtenbund.
Albers war ab März 1918 für die Fortschrittliche Volkspartei (FVP) Mitglied des Oldenburgischen Landtages. 1919 wurde er für die Deutsche Demokratische Partei (DDP) in die verfassunggebende Oldenburgischen Landesversammlung gewählt und war dort Schriftführer und Mitglied des Finanzausschusses. Von 1920 bis 1931 war er ohne Unterbrechung Abgeordneter des Oldenburgischen Landtages. Im Parlament war er wechselnd Mitglied des Besoldungsausschusses, des Verwaltungsausschusses, des Petitionsausschusses und des Finanzausschusses. Nach 1925 war er zeitweilig stellvertretender Vorsitzender des Verwaltungsausschusses.
Albers befürwortete die Weimarer Koalition und verfasste 1928 einen Aufsatz zur liberaldemokratischen Tradition des Landes Oldenburg. Er sprach sich als Vertreter der Beamten gegen die nationalsozialistische oldenburgische Landesregierung aus und war 1932 Organisator einer Protestkundgebung, die sich gegen deren Beamtenpolitik richtete.
Friedrich Albers heiratete 1909 Alma Henriette Sophie Schröder (1883–1963). Während der Zeit des Nationalsozialismus wurde seine Ehefrau 1941 wegen „Rundfunkverbrechens“ zu einem Jahr und neun Monaten Haft verurteilt.